# Ayr United Football Club
Ayr United Football Club é um clube de futebol profissional escocês fundado em 1910.
Faz os seus jogos no Somerset Park com capacidade para 11 mil pessoas.
As cores do clube são branco e preto.